# Кнайка

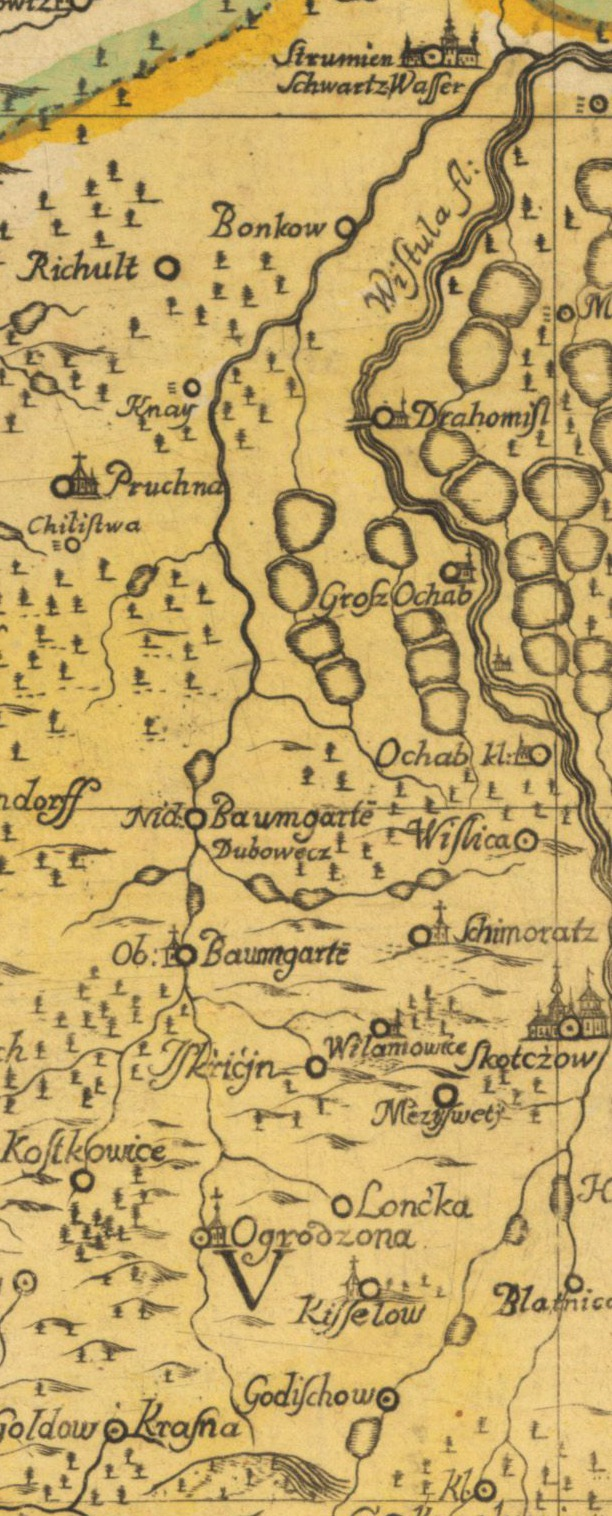
Кнайка на мапі з 1724 року

Кнайка (пол. Knajka) — річка в Польщі, у Цешинському повіті Сілезького воєводства. Ліва притока Вісли, (басейн Балтійського моря).

## Опис
Довжина річки 16,43 км, найкоротша відстань між витоком і гирлом — 13,68 км, коефіцієнт звивистості річки — 1,21 . Формується багатьма безіменними струмками, загатами та частково каналізована.

## Розташування
Бере початок на південно-східній околиці села Косткевице. Тече переважно на північний схід через ґміну Дембовець, Кнай, Прихну, Банкув і на південно-західній стороні від міста Струмень впадає у річку Віслу.
Населені пункти вздовж берегової смуги: Охаби Велькі, Дрогомишль.

## Цікаві факти
- Річка протікає між містами Скочув та Струмень.
- Між Дембовець та Банкув річку перетинає залізниця. На правому березі річки за 2,07 км розташована залізнична станція Дрогомишль.

## Галерея

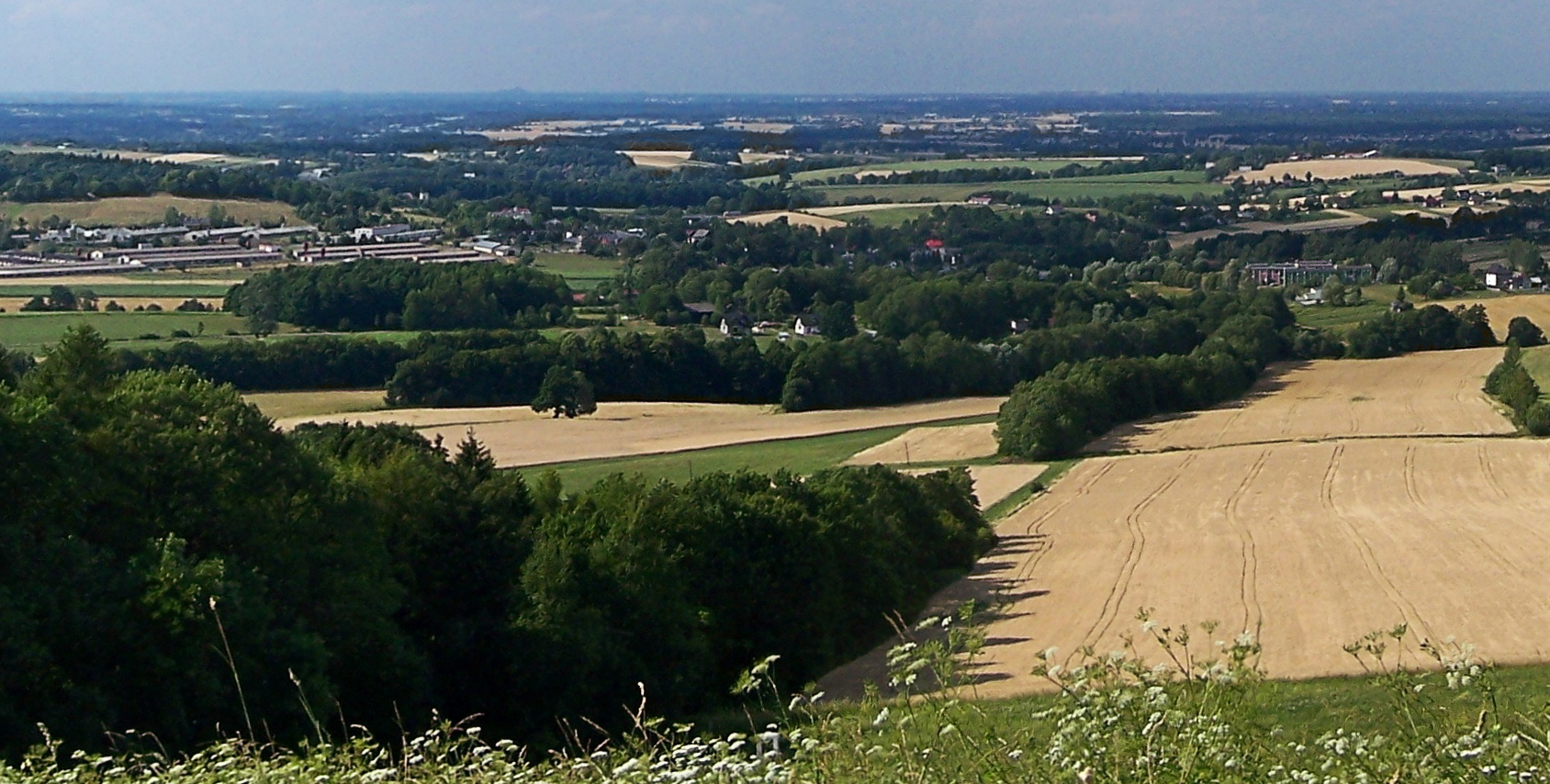
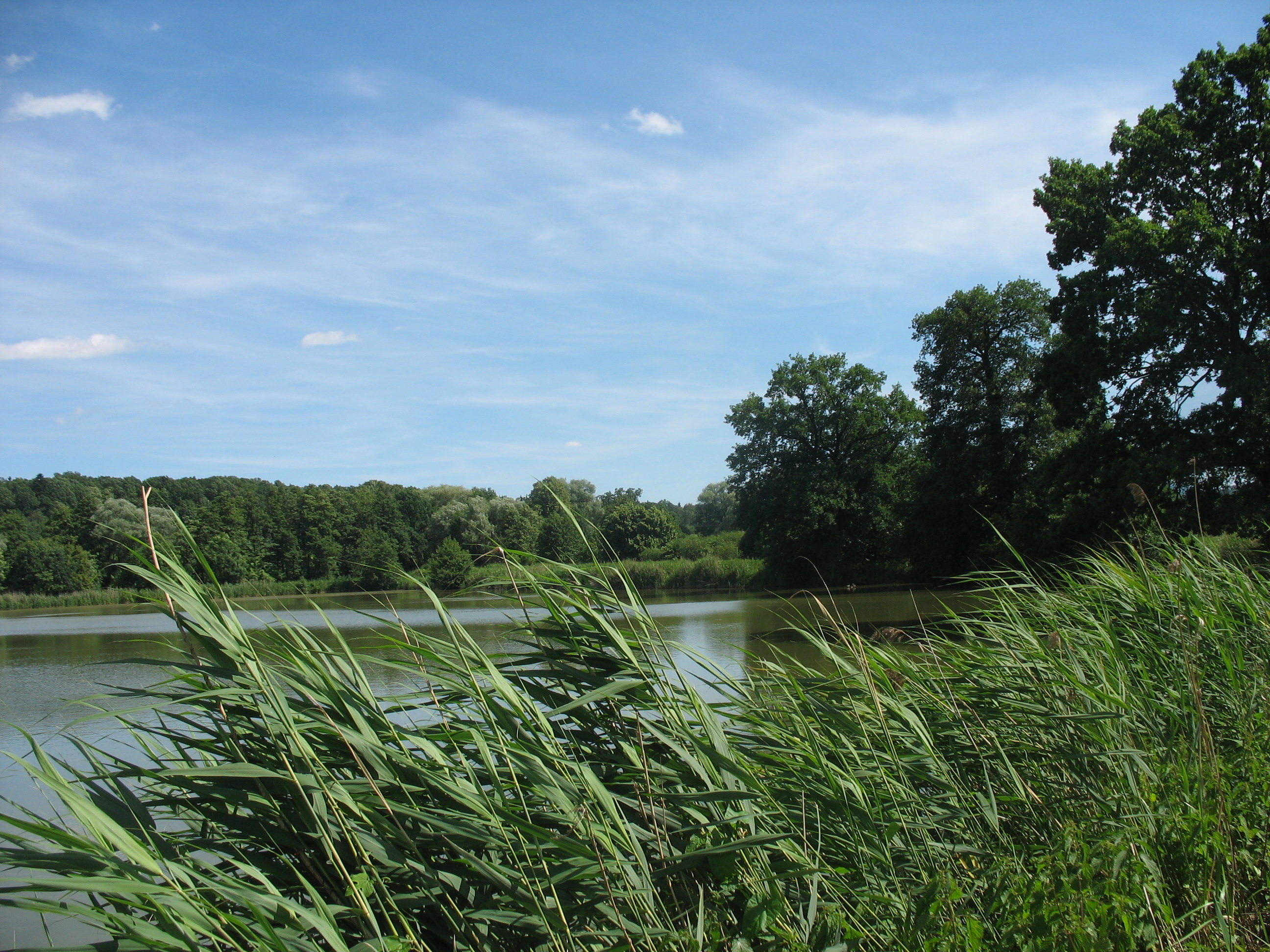